# Gastein Ladies 2012
Il Gastein Ladies 2012 è stato un torneo di tennis giocato sulla terra rossa. È stata la 6ª edizione del Gastein Ladies, che fa parte della categoria International nell'ambito del WTA Tour 2012. Si è giocato all'Nürnberger Gastein Ladies di Bad Gastein in Austria dall'11 al 17 giugno 2012.

## Partecipanti

### Teste di serie
| Giocatrice           | Nazionalità | Ranking* | Testa di serie |
| -------------------- | ----------- | -------- | -------------- |
| Julia Görges         | Germania    | 27       | 1              |
| Yanina Wickmayer     | Belgio      | 35       | 2              |
| Ksenija Pervak       | Kazakistan  | 40       | 3              |
| Carla Suárez Navarro | Spagna      | 46       | 4              |
| Petra Martić         | Croazia     | 50       | 5              |
| Irina-Camelia Begu   | Romania     | 59       | 6              |
| Alizé Cornet         | Francia     | 66       | 7              |
| Johanna Larsson      | Svezia      | 80       | 8              |

* Le teste di serie sono basate sul ranking al 28 maggio 2012.

### Altri partecipanti
Le seguenti giocatrici hanno ricevuto una wild card per il tabellone principale:
- Barbara Haas
- Nicole Rottmann
- Yanina Wickmayer

Le seguenti giocatrici sono passate dalle qualificazioni:

- Richèl Hogenkamp
- Chichi Scholl
- Jana Čepelová
- Dia Evtimova

## Campioni

### Singolare
Alizé Cornet ha sconfitto in finale  Yanina Wickmayer per 7-5, 7-6(1).
- È il secondo titolo in carriera per la Cornet, il primo nel 2012.

### Doppio
Jill Craybas /  Julia Görges hanno sconfitto in finale  Anna-Lena Grönefeld /  Petra Martić per 6(4)–7, 6-4, [11-9].